# Sakura Gakuin Sun! -Matome-
Sakura Gakuin Sun! -Matome- (さくら学院SUN! -まとめ-) (estilizado como Sakura Gakuin SUN! -Matome-) é o segundo conjunto de DVD lançado pelo grupo idol Japonês Sakura Gakuin.
No conjunto são inclusos 3 DVDs, e neles contém versões editadas dos treze primeiros episódios do programa televisivo Sakura Gakuin SUN!, transmitido pela Tokyo MX, com cenas especiais que nunca foram ao ar.

## Desempenho nas paradas musicais
| Tabela (2013)                   | Melhor posição |
| ------------------------------- | -------------- |
| Japão (Oricon Weekly DVD Chart) | 165            |